# أوري أفنيري
أوري أفنيري (بالعبرية:אורי אבנרי) (10 سبتمبر 1923 - 20 أغسطس 2018 )، ولد في ألمانيا حيث حمل اسم هلموت أوسترمان Helmut Ostermann، وقد هاجر إلى فلسطين عام 1933. هو صحفي إسرائيلي وأحد أشهر ناشطي اليسار في إسرائيل، كما أنه عضو كنيست سابق. كان سابقاً عضواً في الحركة الصهيونية التعديلية. كما انخرط في صفوف مليشيات الإرغون الإرهابية وهو في سن الخامسة عشر. وقد شارك لاحقاً في حرب 1948.
اشتهر أفنيري بمقابلته ياسر عرفات في 3 يوليو 1982 أثناء حصار بيروت، ليكون بذلك أول إسرائيلي يقابل شخصياً عرفات. وقد تحول أفنيري بعد ذلك نحو اليسار الإسرائيلي وأنشأ عام 1993 حركة كتلة السلام (بالعبرية:גוש שלום، تلفظ جوش شلوم).
يعرف عن أفنيري كونه يهودي علماني معارض لنفوذ اليهود الأورثوذكس على الحياة السياسية في إسرائيل. كما أنه من الناشطين سياسياً الداعين لحل الدولتين (دولة فلسطينية وأخرى إسرائيلية، تعيشان متجاورتين بسلام كحل للقضية الفلسطينية). وقد عمل على الترويج لأفكاره عبر العديد من النشاطات التي قامت بها حركته وعبر العديد من المقالات التي كتبها.
من أقواله: «أنت لا تستطيع أن تحدثني عن الإرهاب، فأنا كنت إرهابياً».

## نشأته
وُلد أفنيري في بيكام بالقرب مونستر في فيفستفاليا، وحمل اسم هيلموت أوسترمان، وكان الأصغر بين أربعة أطفال في عائلة ألمانية يهودية ميسورة، إذ كان والده مصرفيًا خاصًا في البلدة. ترعرع أفنيري في هانوفر، وترافق مع رودولف أوغستين، المالك المستقبلي لمجلة دير شبيغل. هاجر أفنيري وعائلته إلى فلسطين الخاضعة للانتداب البريطاني في عام 1933 بعد استلام أدولف هتلر مقاليد السلطة في ألمانيا. ارتاد أفنيري المدرسة في نهلال ثم في تل أبيب، وترك المدرسة في سن الرابعة عشرة في الصف السابع لمساعدة والديه. بدأ بالعمل كاتبًا عند محامٍ، وبقي كذلك لخمس سنوات.
انضم أفنيري إلى الإرغون، وهي مجموعة شبه عسكرية صهيونية، في عام 1938 ردًا على شنق البريطانيين شلومو بن يوسف، الذي رمى قنبلة يدوية (لم تنفجر) على حافلة تقل نساء وأطفالًا عرب، ولكن على العكس من رفيق سلاحه إسحاق شامير الذي انضم تقريبًا في ذات الوقت، حُكم على أفنيري بأنه صغير جدًا على الانخراط في أعمال عنيفة مثل قتل اليهود الذين يُشك بأنهم يعملون مخبرين للبريطانيين وتفجير الأسواق العربية. غيّر كنيته إلى أفنيري، وهي كلمة عبرية تماثل كلمة فيرنر، لتكريم ذكرى أخيه الوحيد الذي مات يقاتل في الجيش البريطاني على الجبهة الإثيوبية في عام 1941.
ترك الإرغون في عام 1942 بعد شعوره بخيبة الأمل من تكتيكاتهم، وقال في مقابلة أُجريت معه في عام 2003: «لم تعجبني طرق الرعب التي طبقها الإرغون في ذلك الوقت»، مشيرًا إلى أنه لم يدعم قتل الناس ردًا على أعمال مماثلة ارتكبها العرب. تخلى عن الصهيونية في عمر مبكر، بينما بقي قوميًا، الأمر الذي أشار إليه بأنه شعور طبيعي برغبة الفرد في الانتماء إلى جماعة، وهو شعور شرعي لليهود كما للعرب. انتهت مهمة الصهيونية، برأيه، مع إعلان قيام دولة إسرائيل في عام 1948.
أنشأ أفنيري في عام 1948 منظمته الخاصة تحت اسم أرض إسرائيل اليافعة، التي نشرت صحيفة معافاك («الصراع»). منذ عام 1941 وحتى عام 1946، كتب مقالات لصحيفتين فاشيتين، س هاهفيرا (المجتمع) وبامعافاك (في الصراع). تأثر الفكر السياسي المبكر لأفنيري بالكنعانية، إذ صاغ بحلول بداية عام 1946 مصطلح الدمج مع المنطقة للتعبير عن فكرة أن الدولة اليهودية المستقبلية يجب أن تصطف في فضاء سامٍ أوسع، إذ أملى إدراكه اختيار هذا الاصطلاح لأن المنطقة بنظره تسيطر عليها الإمبريالية الغربية والاستعمارية. تصور أفنيري أن الفضاء السامي سيضم الحركات الوطنية اليهودية والعربية بما في ذلك فلسطين، والأردن، ولبنان، وسوريا، والعراق.

### الخدمة العسكرية
خلال الحرب العربية الإسرائيلية لعام 1948، قاتل أفنيري على الجبهة الجنوبية في لواء غيفعاتي بصفة قائد مجموعة، ثم في وحدة ثعالب شمشون للكوماندوز (وكتب أيضًا نشيد الوحدة بعنوان ثعالب شمشون، الذي سُمي «أحد الأناشيد الباقية من حملة 1948»). كتب أفنيري برقيات من خط الجبهة نُشرت في هآرتس ولاحقًا في كتاب بعنوان في حقول فلسطين. أثارت تجاربه إعجابه بفهم وجود شعب يُسمى الشعب الفلسطيني. دخلت الوحدة القرى وأشارت الحرائق وطباخات بريموس إلى أن السكان فرّوا منذ برهة قصيرة. كان من المنطقي أن يهرب سكان القرى لأن هذا ما يفعله المدنيون عندما تندلع الحرب. جُرح أفنيري مرتين، ولحقت به في المرة الثانية جراح خطيرة في فترة نهاية الحرب، وقضى أشهر خدمته العسكرية في فترة نقاهة، وسُرح من الخدمة في صيف عام 1949.

## وفاته
توفي في 20 أغسطس 2018 في تل أبيب، حيث كان قد أُدخل المستشفى في تل أبيب بحالةٍ حرجة بعد أن أُصيب بجلطة دماغية، فقد على أثرها الوعي منذ أكثر من أسبوعين، ولم يستفق منها.

## وصلات خارجية
- أوري أفنيري على موقع IMDb (الإنجليزية)
- أوري أفنيري على موقع مونزينجر (الألمانية)
- أوري أفنيري على موقع ميوزك برينز (الإنجليزية)
- أوري أفنيري على موقع قاعدة بيانات الفيلم (الإنجليزية)
- مقالات لأوري أفنيري (مترجمة إلى العربية)
- مقالات لأوري أفنيري (بالإنجليزية)
- يوري أفنيري ينصف الإسلام من البابا
- الموقع الرسمي لكتلة السلام الإسرائيلية (عدة لغات بما فيها العربية)